# Pycnoporellus
Pycnoporellus är ett släkte av svampar. Enligt Catalogue of Life ingår Pycnoporellus i familjen Fomitopsidaceae, ordningen Polyporales, klassen Agaricomycetes, divisionen basidiesvampar och riket svampar, men enligt Dyntaxa är tillhörigheten istället familjen Polyporaceae, ordningen Polyporales, klassen Agaricomycetes, divisionen basidiesvampar och riket svampar.
|               | Antrodia                                                                           |
|               |                                                                                    |
|               | Daedalea                                                                           |
|               |                                                                                    |
|               | Fomitopsis                                                                         |
|               |                                                                                    |
|               | Sporotrichum                                                                       |
|               |                                                                                    |
| Pycnoporellus | \| \| Pycnoporellus fulgens \| \| \| \| \| \| Pycnoporellus alboluteus \| \| \| \| |
|               | \| \| Pycnoporellus fulgens \| \| \| \| \| \| Pycnoporellus alboluteus \| \| \| \| |
|               | Phaeolus                                                                           |
|               |                                                                                    |
|               | Lasiochlaena                                                                       |
|               |                                                                                    |
|               | Ischnoderma                                                                        |
|               |                                                                                    |
|               | Fibroporia                                                                         |
|               |                                                                                    |
|               | Piptoporus                                                                         |
|               |                                                                                    |
|               | Laetiporus                                                                         |
|               |                                                                                    |
|               | Ptychogaster                                                                       |
|               |                                                                                    |
|               | Laricifomes                                                                        |
|               |                                                                                    |
|               | Climacocystis                                                                      |
|               |                                                                                    |
|               | Postia                                                                             |
|               |                                                                                    |
|               | Pilatoporus                                                                        |
|               |                                                                                    |
|               | Buglossoporus                                                                      |
|               |                                                                                    |
|               | Amylocystis                                                                        |
|               |                                                                                    |
|               | Parmastomyces                                                                      |
|               |                                                                                    |
|               | Anomoloma                                                                          |
|               |                                                                                    |
|               | Gilbertsonia                                                                       |
|               |                                                                                    |
|               | Spelaeomyces                                                                       |
|               |                                                                                    |
|               | Fomitella                                                                          |
|               |                                                                                    |
|               | Anomoporia                                                                         |
|               |                                                                                    |
|               | Osteina                                                                            |
|               |                                                                                    |
|               | Dacryobolus                                                                        |
|               |                                                                                    |
|               | Donkioporia                                                                        |
|               |                                                                                    |
|               | Auriporia                                                                          |
|               |                                                                                    |
|               | Xylostroma                                                                         |
|               |                                                                                    |
|               | Pycnoporellus fulgens                                                              |
|               |                                                                                    |
|               | Pycnoporellus alboluteus                                                           |
|               |                                                                                    |

|  | Pycnoporellus fulgens    |
|  |                          |
|  | Pycnoporellus alboluteus |
|  |                          |